# Верхньоіванаєво
Верхньоівана́єво (рос. Верхнеиванаево, башк. Үрге Иванай) — присілок у складі Балтачевського району Башкортостану, Росія. Входить до складу Кунтугушевської сільської ради.
Населення — 296 осіб (2010; 295 у 2002).
Національний склад:
- марійці — 83 %